# 元彝
元彝（506年—528年5月17日），字子伦，河南郡洛阳县（今河南省洛阳市东）人，追尊魏景穆帝拓跋晃曾孙，侍中、假黄钺、使持节、都督中外诸军事、太傅、领太尉公、任城文宣王元澄之子，北魏宗室、官员。

## 生平
元彝为元澄继室冯令华所生，很有父亲的风范。熙平初年，魏孝明帝元诩进入学校学习，广泛的征召才德出色的宗室，元彝以任城王世子的身份被选中，担任魏孝明帝侍书。神龟二年（520年），元彝被任命为羽林监。他的个性文雅安详，不爱荣华利禄，喜欢黄老之术。神龟二年十二月七日（520年1月12日），因为父亲元澄去世而离职，守丧结束后承袭任城王，担任骁骑将军、通直散骑常侍。元叉专权时，元彝以向他请托为耻，所以没有得到显要的官职。武泰元年四月十三日（528年5月17日），元彝在河阴之变中遇害，虚岁二十三，建义元年岁次戊申七月丙辰朔六日辛酉（528年8月6日）葬于洛阳西部谷水北岸，皇帝诏令追赠使持节、都督青州诸军事、车骑大将军、仪同三司、青州刺史，王如故，谥号文昭。

## 家庭

### 曾祖
- 拓跋晃，北魏恭宗景穆皇帝[4]

### 祖父
- 拓跋云，北魏使持节、侍中、大都督、开府仪同三司、任城康王[4]

### 父母
- 元澄，北魏侍中、假黄钺、使持节、都督中外诸军事、太傅、领太尉公、任城文宣王[4]
- 冯令华，北魏侍中、太师、扶风开国武公冯熙第七女[4][5]

### 兄弟姐妹
- 元顺，北魏征南将军、左仆射、右光禄大夫、东阿文烈公
- 元淑，早逝
- 元悲，早逝
- 元纪，西魏尚书左仆射、华山郡王
- 新丰公主，嫁西魏持节、都督东秦州诸军事、车骑大将军、东秦州刺史、刈陵县开国子杜欑，追赠京兆公主
- 元氏，嫁北魏镇南将军、金紫光禄大夫、国子祭酒王翊

### 夫人
- 长乐冯氏[4]，冯子昂妹妹

### 儿子
- 元度世，东魏金紫光禄大夫、任城王